# Poczdam
Poczdam (niem. Potsdam) – miasto we wschodnich Niemczech, położone nad Hawelą. Stolica i największe miasto kraju związkowego Brandenburgia, wchodzące w skład obszaru metropolitalnego Berlin-Brandenburg.
Miasto znane jest głównie ze swoich bardzo cennych zespołów zabytkowych, szczególnie z zespołu parkowo-pałacowego Sanssouci, wybudowanego w XVIII wieku przez Fryderyka II Wielkiego, który od 1990 znajduje się na liście światowego dziedzictwa UNESCO.
Od połowy XIX wieku Poczdam rozwijał się jako centrum kulturalno-naukowe. Obecnie miasto jest jednym ze znaczących ośrodków akademickich we wschodnich Niemczech. Działają tu trzy uczelnie publiczne oraz ponad 30 instytutów badawczych. Około 15% mieszkańców stanowią studenci – m.in. Uniwersytetu w Poczdamie. W mieście znajduje się najstarsze na świecie studio filmowe Babelsberg, które było siedzibą wytwórni filmowej Universum Film AG, a także najstarsze muzeum filmowe w Niemczech.

## Geografia

### Położenie geograficzne
Poczdam leży na południowy zachód od Berlina, z którym graniczy od wschodu. Znajduje się w środkowym biegu rzeki Haweli. W środowisku naturalnym miasta dominują lasy oraz jeziora, z których największymi są: Templiner See oraz Schwielowsee. Charakterystycznym widokiem są szerokie równiny i wzgórza morenowe. Najwyższym wzniesieniem w Poczdamie jest Kleiner Ravensberg, liczący 114,2 m n.p.m. Z kolei najniższy punkt miasta znajduje się w jego centrum nad brzegiem Haweli i liczy 29 m n.p.m. 75% powierzchni miasta stanowi zieleń, w tym lasy i parki, z kolei grunty rolne stanowią 25%.

### Sąsiednie gminy
Poczdam graniczy z następującymi gminami licząc od północy: Berlinem, Stahnsdorfem, Nuthetalem, Michendorfem, Schwielowsee, Werder (Havel) (wszystkie należą do powiatu Potsdam-Mittelmark), Ketzin/Havel, Wustermarkiem i Dallgow-Döberitzem (wszystkie pozostałe z Powiatu Havelland).

### Podział administracyjny
Do najstarszych dzielnic będących w granicach miasta przed 1945 należą: śródmieście (Innenstadt lub Altstadt), przedmieścia: zachodnie i północne (Westliche und Nördliche Vorstadt), Poczdam Północny (Potsdam-Nord) i Południowy (Potsdam-Süd), Babelsberg, Drewitz, Stern oraz Kirchsteigfeld. Po 1990 miało miejsce rozszerzenie granic administracyjnych Poczdamu poprzez przyłączenie sąsiednich miejscowości, położony na zachodzie i północy: Eiche, Fahrland, Golm, Groß-Glienicke, Grube, Marquardt, Neu Fahrland, Satzkorn i jako ostatnie w 2003 – Uetz-Paaren.
| Osiedla na północy | Osiedla na południu | Dzielnice |
| --- | --- | --- |
| - Potsdam-Innenstadt (1) - Westliche Vorstadt (2) - Brandenburger Vorstadt - Potsdam West - Wildpark - Nördliche Vorstadt (3) - Nauener Vorstadt - Jägervorstadt - Berliner Vorstadt - Potsdam-Nord (4) - Bornim - Bornstedt - Eiche - Grube - Nedlitz - Sacrow | - Babelsberg (5) - Babelsberg Nord - Babelsberg Süd - Klein Glienicke - Neubabelsberg - Am Stern, Drewitz, Kirchsteigfeld (6) - Potsdam-Süd (7) - Templiner Vorstadt - Templin - Teltower Vorstadt - Am Schlaatz - Waldstadt I i II - Industriegelände - Forst Potsdam Süd - Hermannswerder | - Eiche (8) - Fahrland (9) - Kartzow - Krampnitz - Golm (10) - Groß Glienicke (11) - Grube (12) - Schlänitzsee - Nattwerder - Marquardt (13) - Neu Fahrland (14) - Satzkorn (15) - Uetz-Paaren (16) - Paaren - Uetz |

### Klimat

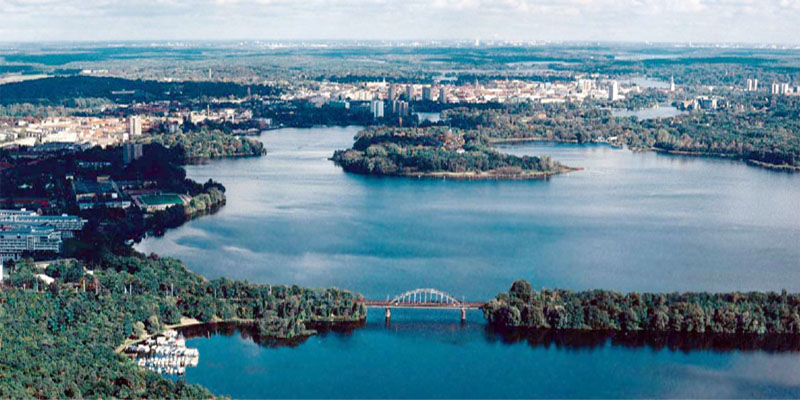
Templiner See

Poczdam leży w strefie klimatu umiarkowanego, w którym swoje wpływy zaznaczają klimat atlantycki oraz umiarkowany. Takie ekstremalne zjawiska pogodowe jak: huragany, śnieżyce i gradobicie występują tu niezwykle rzadko.
Amplituda rocznych temperatur jest podobna do średniej krajowej. Sezonowe wahania temperatury są mniejsze niż zwykle w klimacie kontynentalnym, ale wyższe niż w klimacie morskim, charakterystycznym dla regionów przybrzeżnych. Opad jest stosunkowo niski i wynosi 590 mm w skali rocznej. Dla porównania w Barcelonie wynosi on tak samo – 590 mm, a w Monachium 1000 mm.
Zmiany klimatyczne w Poczdamie są analizowane od około 1874, to jest od czasu zainstalowania na wzniesieniu Telegrafenberg Instytutu Badawczego ds. Zmian Klimatycznych (Institut für Klimafolgenforschung), który prognozuje, że w ciągu najbliższych kilku dekad dojdzie do wzrostu średniej temperatur oraz spadku opadów w całej Brandenburgii.

## Symbole miasta

### Herb
Herb miasta został przyjęty przez radę miejską 27 kwietnia 1994. Przedstawia on czerwonego orła spoglądającego w lewą stronę z czarnymi szponami na złotym polu. Tarcza herbową wieńczy corona muralis. Herb wzorowany jest na herbie Marchii Brandenburskiej, używanym od XII w. przez dynastię askańską, przedstawiającego czerwonego orła w pozycji szykującego się do lotu z rozprostowanymi skrzydłami i spoglądającego w lewo. Obecnie używany herb został zaprojektowany w 1957 przez Wernera Nerlicha, dyrektora Wyższej Szkoły Zawodowej Reklamy i Projektowania w Berlinie (Fachhochschule für Werbung und Gestaltung Berlin). Najstarszy zachowany wizerunek herbu pochodzi z czasów średniowiecza i występuje w 1450 na oficjalnej pieczęci miasta. W 1660 zmieniono tło herbu z białego na złote.

### Flaga
Flaga miasta przedstawia prostokąt podzielony na dwa poziome pasy. U góry znajduje się kolor czerwony, zaś u dołu kolor żółty. Na środku znajduje się tarcza z herbem miasta.

## Historia

### Początki miasta i wieki średnie

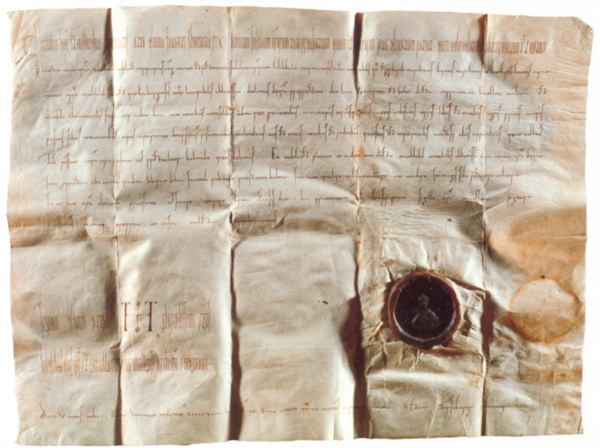
Dokument Ottona III z 993 roku

Obszar na którym położony jest dzisiejszy Poczdam był zamieszkiwany przez człowieka prawdopodobnie od epoki brązu. Od VII w. tereny te były zasiedlane przez plemiona Słowian zachodnich. W VIII w. Hawelanie posiadali na obszarze obecnej Brandenburgii 14 grodów, w tym w Poczdamie.
Pierwsza wzmianka źródłowa pochodzi z 3 lipca 993 z dokumentu cesarza Ottona III do opactwa w Quedlinburgu. Wymieniana jest tam osada nosząca nazwę Poztupimi. Odnotowana forma odznacza się denazalizacją, więc może pochodzić z języków łużyckich bądź z języka staropołabskiego, oddając ówczesne wahania w wymowie ą/u w tymże języku. Pierwotna nazwa rekonstruowana jest jako *Postąpim’ i najprawdopodobniej została ona utworzona przez dodanie sufiksu dzierżawczego -j- do nazwy osobowej Postąpim, zbudowanej z przyimka po oraz rdzenia stąp- od ‘stąpać’. W XII wieku nazwa została zaadaptowana do języka niemieckiego w formie *Postampem, a z czasem końcówka -em zanikła w wyniku dysymilacji.
W połowie XII w. władca Saksonii Albrecht Niedźwiedź zorganizował krucjatę połabską w czasie której podbił tereny należące do plemion Słowian zachodnich, tworząc na ich miejscu Marchię Brandenburską, będącą częścią Świętego Cesarstwa Rzymskiego. W miejscu dawnego grodu zbudowano murowany zamek w pobliżu którego założono osadę pod nazwą Postamp, która po raz pierwszy jest wzmiankowana w 1317. W 1345 otrzymała ona prawa miejskie. Pozostawało ono małym ośrodkiem handlowym wschodnich Niemiec. W latach 1373–1415 wraz z Marchią Brandenburską (unia personalna z Krajami Korony Czeskiej w latach 1373–1378) miejscowość znajdowała się we władaniu dynastii Luksemburgów.
Od 1415 do zakończenia I wojny światowej i upadku monarchii w Prusach Poczdam znajdował się w rękach dynastii Hohenzollernów. Miasto było niszczone podczas wojny trzydziestoletniej (1618–1648) oraz przez dwa wielkie pożary.

### Rezydencja władców i rozwój miasta

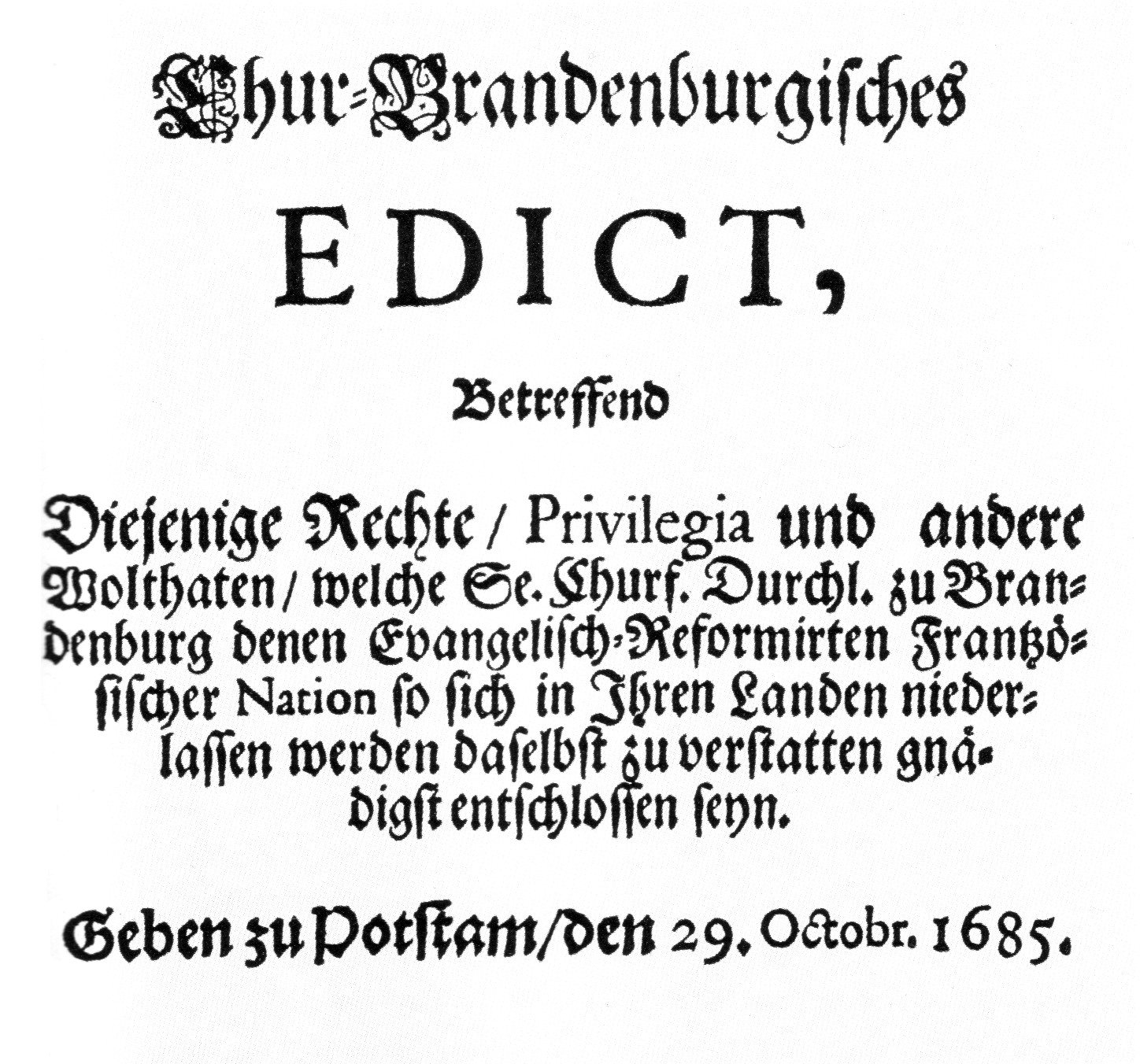
Edykt Poczdamski z 1685 r. – gwarantował po raz pierwszy od czasów wojny trzydziestoletniej wolność religijną na terenie Prus

Prawdziwym przełomem w historii Poczdamu było objęcie władzy w Prusach przez Fryderyka Wilhelma I Hohenzollerna zwanego Wielkim Elektorem (1640–1688), który zapoczątkował rządy absolutystyczne. Zdecydował się on na utworzenie w Poczdamie swojej drugiej po Berlinie oficjalnej rezydencji, przebudowując na ten cel pałac miejski oraz nabywając nowe majątki ziemskie w jego pobliżu. Realizację tego planu rozpoczęto w 1660.
W celu pozyskania nowych osadników wydał w 1685 r. edykt poczdamski, gwarantujący swobodę wyznania na terytorium jego państwa. Pozwoliło to na ściągnięcie ok. 20 tysięcy imigrantów z Francji, wyznających kalwinizm tzw. Hugenotów, którzy odznaczając się wysoką wiedzą przyczynili się nie tylko do rozwoju miasta, lecz całego państwa pruskiego.
Pod rządami jego wnuka Fryderyka Wilhelma I Króla Sierżanta (1713–1740) miasto miało stać się ważnym ośrodkiem wojskowym monarchii, w którym ulokowane nowe garnizony wojskowe, co spowodowało konieczność jego rozbudowy o nowe domy mieszkalne. W tym czasie powstały również dwa kościoły garnizonowe: św. Mikołaja (St. Nikolaikirche) i św. Ducha (Heilig-Geist-Kirche), które od tej pory dominowały w architekturze miasta. Utworzono także sierociniec, w którym dzieci znajdowały się pod opieką wojskowych, przechodząc z czasem w szeregi armii. W 1720 Rosja i Prusy zawarły traktat w Poczdamie, w którym zobowiązały się do prowadzenia wspólnej polityki wobec I Rzeczypospolitej oraz do utrzymania jej istniejącego ustroju, czyli wolnej elekcji i liberum veto. Od 1809 roku należy do rejencji poczdamskiej w prowincji Brandenburgia.

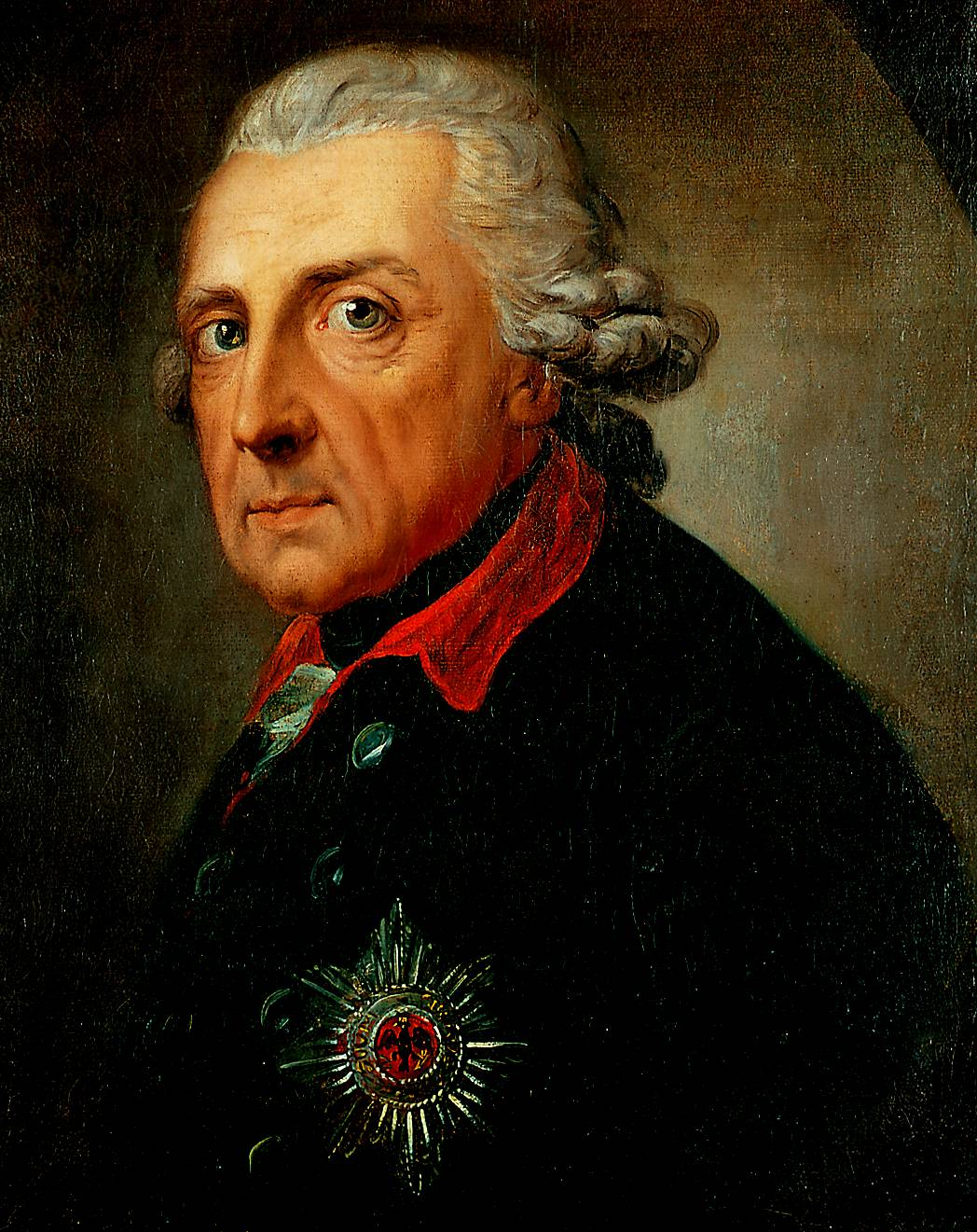
Fryderyk II Wielki – inicjator wielkiej przebudowy Poczdamu w połowie XVIII w

Jego syn Fryderyk II Wielki (1740–1786) należący do czołowych władców absolutyzmu oświeconego, doprowadził do reformy państwa. Zdecydował się na całkowitą przebudowę wyglądu ulic i placów miasta. Z jego rozkazu przeprojektowano całkowicie wiele budowli, w tym na Starym Rynku (Alter Markt) nadając im fasadom barokowe elewacje. Przekształcił park Sanssouci w swoją letnią rezydencję w 1745, po przebudowie dokonanej przez Georga Wenzlausa von Knobelsdorffa.
W październiku 1806 Poczdam został zajęty przez wojska francuskie, którymi osobiście dowodził Napoleon Bonaparte. Odwiedził on przy tym grób Fryderyka II w kościele garnizonowym. Okupacja francuska przyczyniła się do dalszych reform państwa. W 1815 Poczdam został stolicą prowincji brandenburskiej. W 1838 miasto uzyskało połączenie kolejowe z Berlinem.
W połowie XIX w. doszło do zwiększenia się napięć w społeczeństwach europejskich przeciwko dotychczasowym ustrojom politycznym. Pierwsze wystąpienia ludności w tzw. Wiośnie Ludów miały miejsce w Wiedniu i Berlinie (Rewolucja marcowa). W ich efekcie król Fryderyk Wilhelm IV zdecydował się przenieść do rzekomo bardziej pokojowo nastawionego Poczdamu, gdzie również doszło do rozruchów zbuntowanych żołnierzy, które zostały krwawo stłumione. Po zdławieniu zamieszek za główny cel władze postawiły sobie pacyfikację nastrojów i przywrócenie starej struktury władzy. W tym czasie nie powstały w mieście żadne imponujące budowle. Wyjątek stanowił kościół katolicki św. Piotra i Pawła. W 1911 założono w dzielnicy Babelsberg pierwszą w Niemczech i na świecie wytwórnię filmową Babelsberg.
W 1914 r. ostatni król Prus i cesarz niemiecki Wilhelm II Hohenzollern ogłosił w Nowym Pałacu deklarację wojny przeciwko Entencie. Po jej zakończeniu i rewolucji listopadowej w 1918 Niemcy zostały proklamowane republiką, a sam Wilhelm II udał się na emigrację do Holandii. Poczdam tym samym stracił status oficjalnej rezydencji królewskiej.

### Czasy Republiki Weimarskiej i III Rzeszy

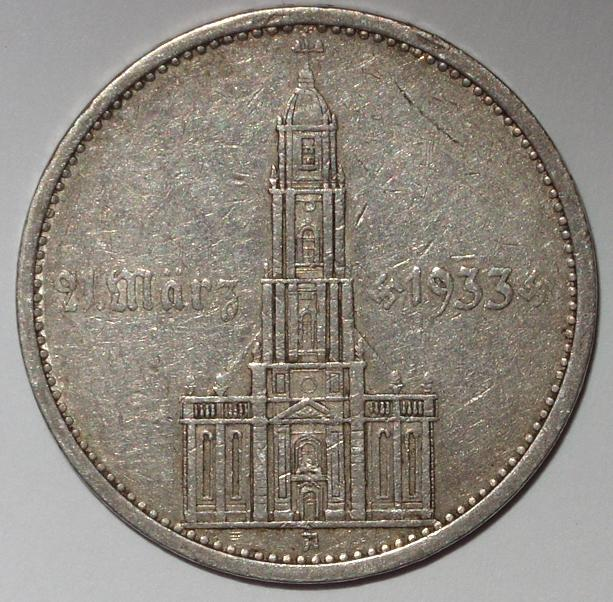
5 marek niemieckich z 1933 r. z widokiem na Kościół Garnizonowy

Upadek monarchii Hohenzollernów zapoczątkował nowy okres w dziejach Niemiec, który odznaczał się wyjątkową niestabilnością polityczna oraz wzrostem wpływów skrajnych ugrupowań politycznych. 15 marca 1933 w Poczdamie miała miejsce proklamacja powstania III Rzeszy przez Adolfa Hitlera. 21 marca w poczdamskim kościele garnizonowym odbyło się posiedzenie Reichstagu bez udziału socjaldemokratów i komunistów, transmitowane przez radio na całe Niemcy, na którym prezydent Paul von Hindenburg powierzył przywódcy NSDAP misję utworzenia nowego rządu.
W końcowej fazie II wojny światowej Poczdam był kilkakrotnie bombardowany przez samoloty alianckie. Szczególnie dotkliwy był nalot z 14 kwietnia 1945. W ich wyniku zniszczeniu uległa znaczna część miasta, w tym zabytkowe śródmieście. 27 kwietnia 1945 do Poczdamu wkroczyła Armia Czerwona, co oznaczało koniec działań wojennych dla miasta.

### W podzielonych Niemczech

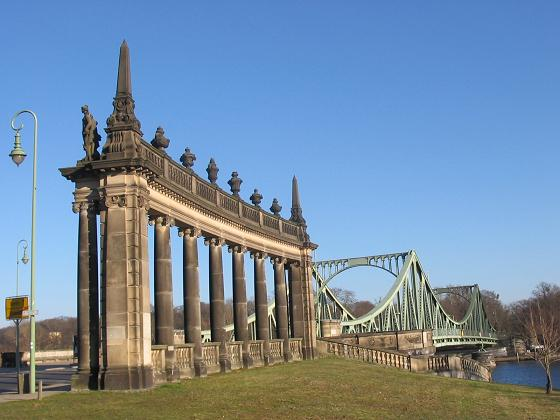
Most Glienicke – miejsce wymiany szpiegów między NRD a Berlinem Zachodnim

W sierpniu 1945 odbyła się w Poczdamie, w pałacu Cecilienhof konferencja Wielkiej Trójki kończąca II wojnę światową.
W latach 1947–1952 Poczdam był stolicą nowo utworzonego landu Brandenburgia, a po jego likwidacji przez władze NRD w 1952 siedzibą okręgu Potsdam. Komunistyczne władze NRD miały ambiwalentny stosunek do dziedzictwa historycznego Poczdamu. Z jednej strony uznawano je za dumę narodową i osiągnięcia kulturalne narodu niemieckiego, z drugiej strony świadczyły one o jego militarnej i imperialistycznej przeszłości od której się odcinano. W 1951 utworzono pierwszą państwową uczelnię – Wyższą Szkołę Pedagogiczną im. Karla Liebknechta (Pädagogische Hochschule Karl Liebknecht). Ze względu na poważne braki mieszkaniowe zdecydowano się na budowę nowych osiedli mieszkaniowych w południowej części miasta.
Wraz z utworzeniem NRD i RFN rozpoczęła się blokada Berlina Zachodniego, która nasiliła się po 1961 r., tj. wybudowaniu Muru Berlińskiego. W czasie zimnej wojny przejście w pobliżu Mostu Glienicke (Glienicker Brücke) używane było do wymiany szpiegów.

### Zjednoczenie i stolica kraju związkowego
Po zjednoczeniu Niemiec w 1990 r. i utworzeniu kraju związkowego Brandenburgia Poczdam został jego stolicą. Pojawiło się kilka koncepcji rewitalizacji zabytkowego centrum miasta oraz odbudowy kościoła garnizonowego. Już w 1990 poważna część krajobrazu kulturowego miasta została wpisana na listę światowego dziedzictwa kulturowego UNESCO. W 1993 r. hucznie obchodzono 1000-lecie miasta. Poczdam zgłosił swoją kandydaturę do prestiżowego tytułu Europejskiej Stolicy Kultury w 2010, jednak przegrał z Essen.

## Rozwój terytorialny miasta na przestrzeni wieków

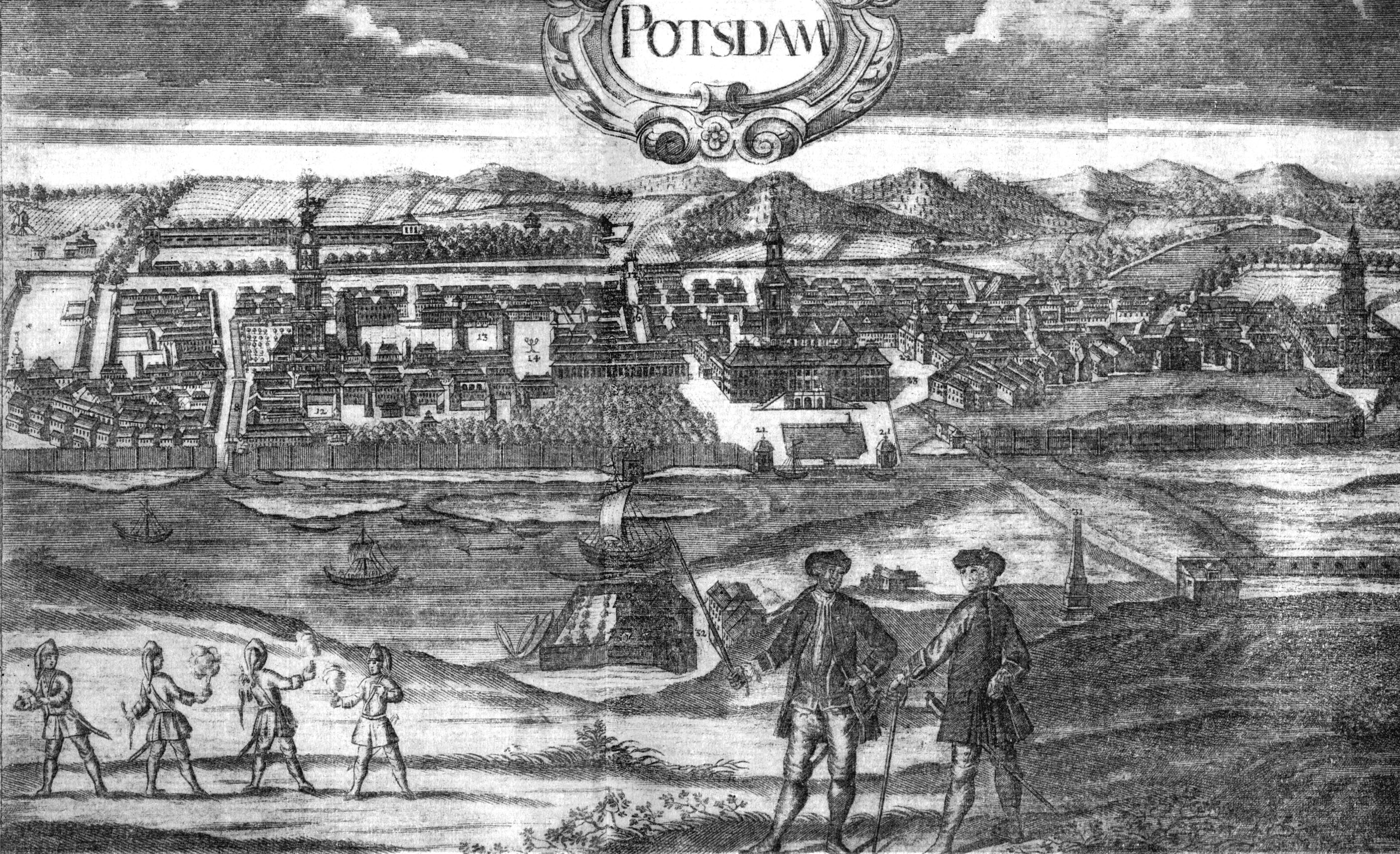
Poczdam w XVIII w. – litografia

Do końca XIX w. Poczdam był stosunkowo niewielkim miastem. Składał się on ze: śródmieścia, czyli Potsdam-Innenstadt oraz pięciu przedmieść (Vorstadt): Teltower, Brandenburger, Berliner, Jäger i Nauener. Wzrost liczby ludności spowodował przyłączenie sąsiednich miejscowości i tak jego powierzchnia wzrosła z 8,93 w 1836 do 13,5 km² w 1905. W 1928 park Sanssouci i pałace królewskie wraz z dużą częścią wyspy Tornow (dziś Hermannswerder), jak również sześć osiedli wraz z Brauhaus i Telegrafenberg zostały włączone do obszaru miasta, który wynosił już 32,06 km². W 1935 jego obszar powiększono o Bornim, Bornstedt, Eiche i Nedlitz, a 1939 o przemysłowe miasteczko Babelsberg i pobliskie wioski. Na krótko w latach 1952–2003 część z nich uzyskała samodzielność w ramach reformy administracyjnej w NRD, po czym w większości wróciły do miasta.
| Data                 | Przyłączone miejscowości |
| -------------------- | --- |
| 1 kwietnia 1926      | dobra ziemskie Plantagenhaus, Potsdam-Gut i Tornow z powiatu Zauch-Belzig |
| 1 sierpnia 1935      | Bornim, Bornstedt, Eiche i Nedlitz |
| 1 kwietnia 1939      | Babelsberg, Drewitz, Bergholz-Rehbrücke (należy obecnie do gminy Nuthetal), Geltow (obecnie część gminy Schwielowsee), Wildpark-West (obecnie część Schwielowsee), Golm, Grube, Schlänitzsee, Nattwerder, Fahrland, Neu Fahrland, Krampnitz i Sacrow |
| 11 czerwca 1950      | Wilhelmshorst (obecnie w gminie Michendorf) |
| 5 grudnia 1993       | Eiche und Grube (z Nattwerder i Schlänitzsee) |
| 26 października 2003 | Fahrland (z Kartzow i Krampnitz), Golm, Groß Glienicke, Marquardt, Neu Fahrland, Satzkorn i Uetz-Paaren |

## Demografia

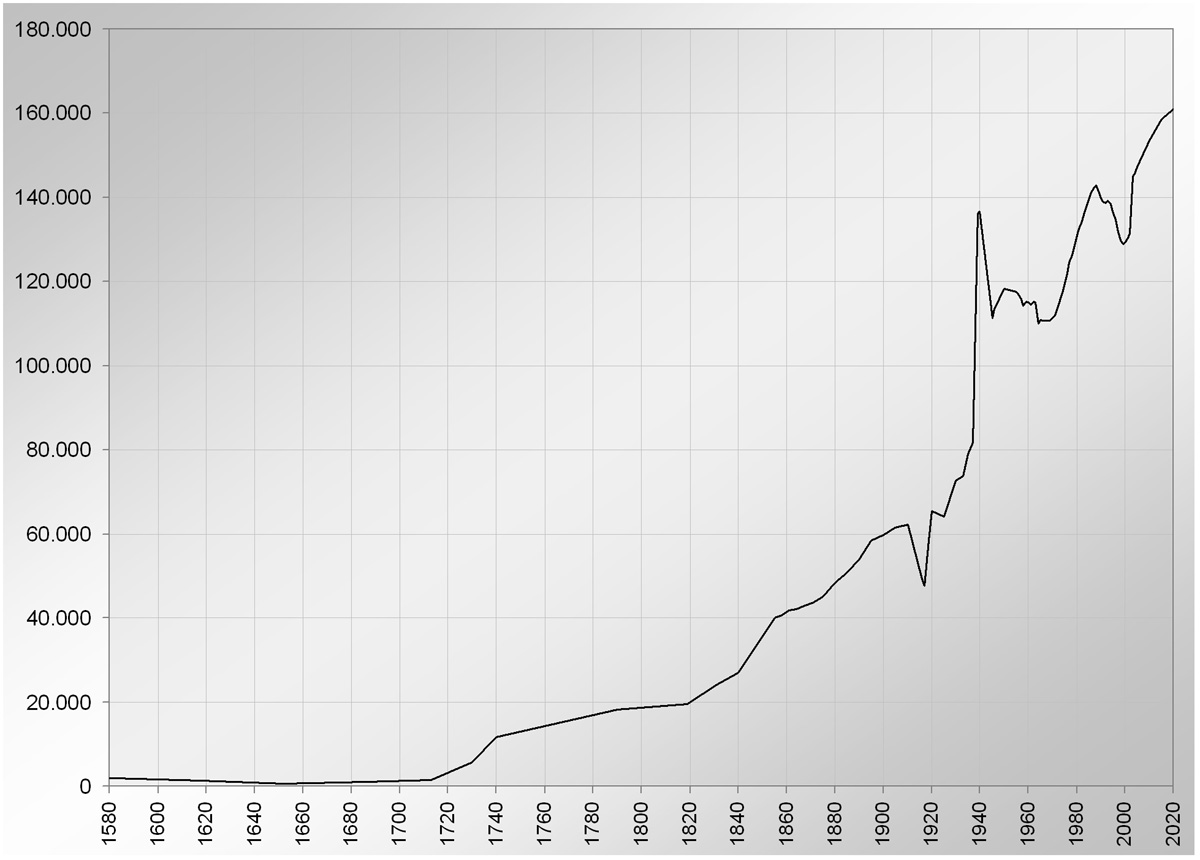
Liczba ludności Poczdamu od XVI wieku

Poczdam od pierwszej wzmianki historycznej w X w. do okresu nowożytnego pozostawał małym miasteczkiem z niewielką liczbą ludności. W wyniku działań wojennych w czasie wojny trzydziestoletniej i związanego z nimi głodu liczba mieszkańców spadła do zaledwie 700 w 1660. W XVIII i XIX w. wraz z rozwojem miasta rosła jego liczba ludności osiągając w 1900 liczbę 60 tysięcy. Po przyłączeniu nowych dzielnic 1 kwietnia 1939 liczba mieszkańców wzrosła o dodatkowe 30 tysięcy. W czasie II wojny światowej liczba mieszkańców ponownie spadła. W ciągu kolejnych kilkunastu lat udało się zwiększyć liczbę mieszkańców.
Od czasu zjednoczenia Niemiec w 1990 liczba mieszkańców spadła do 128 tys. w 1999. Od 2000 obserwuje się stały napływ ludności w wyniku imigracji oraz przyłączenia nowych obszarów (w 2003 roku). Obecnie szacuje się, że rocznie przybywa ok. 1500 nowych mieszkańców. Demografię miasta cechuje względnie wysoki wskaźnik urodzeń i niski śmiertelności. W 2004 Poczdam odnotował najwyższy przyrost naturalny ze wszystkich stolic krajów związkowych. Na początku 2008 liczba ludności przekroczyła 150 tysięcy, co przyjęła z zadowoleniem tutejsza rada miejska, która przyjęła prognozę, iż do 2020 liczba mieszkańców będzie wynosiła ok. 164,5 tysiąca.
Oprócz stale zameldowanych mieszkańców w mieście żyje obecnie około 6 tys. osób, które posiadają w Poczdamie drugie miejsce zameldowania. Średnia wieku mieszkańców wynosi 41,2 roku, co za Moguncją (41,0) i Kilonią (41,1) stanowi trzecią pod względem młodości ludności, populację w Niemczech. Cudzoziemcy stanowią 9,6% mieszkańców, co daje liczbę ponad 17 000.

## Religia

### Chrześcijaństwo

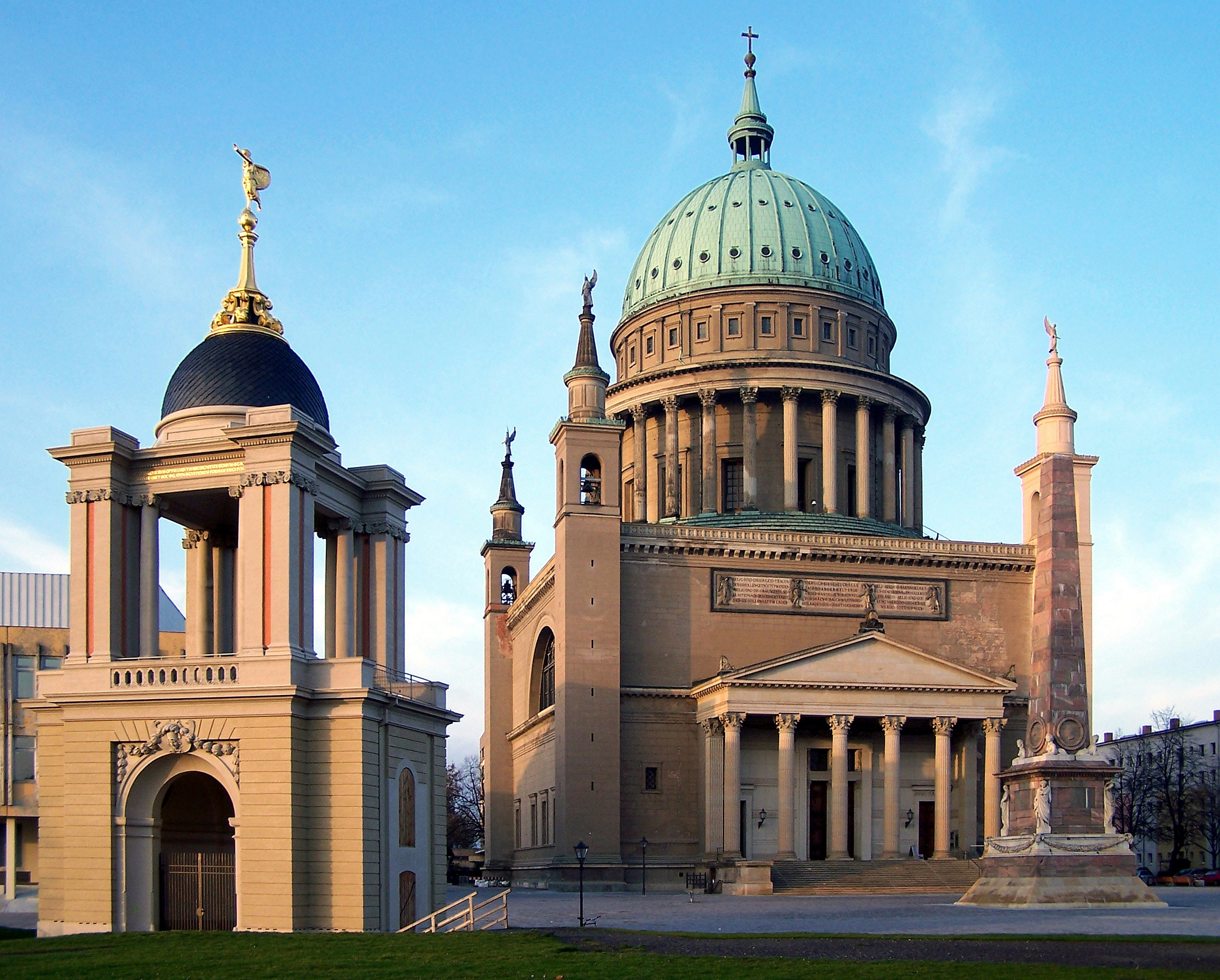
Kościół ewangelicki św. Mikołaja na Starym Rynku

Chrześcijaństwo na terenie Poczdamu charakteryzuje się współistnieniem wielu wspólnot wyznaniowych. Poczdam początkowo należał do parafii katolickiej w Spandau, które z kolei od 949 wchodziło w skład diecezji brandenburskiej. W 1541 elektor brandenburski doprowadził do sekularyzacji Kościoła katolickiego na terenie swojego władztwa i postępując z nauki reformatorów wprowadził wyznanie luterańskie jako jedyne w Brandenburgii. Od 1723 w życiu miasta obecna była wspólnota hugenotów, którzy posiadali jedną wspólnotę z siedzibą w kościele francuskim.

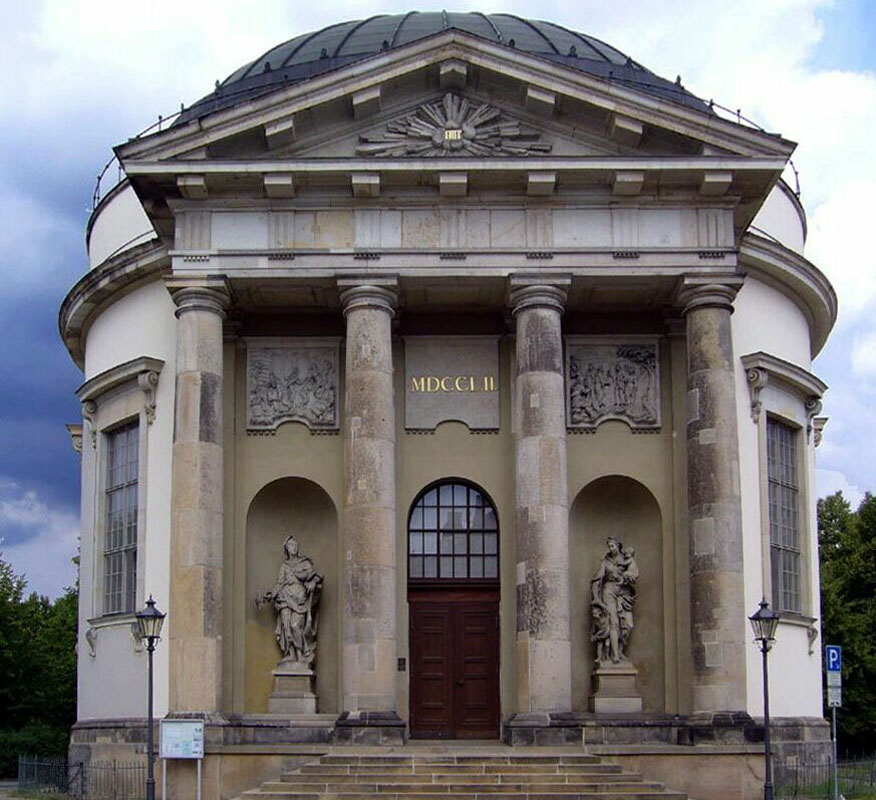
Kościół francuski

W 1817 doszło w Prusach do zawarcia unii między wyznaniami ewangelickimi tworzącej Kościół ewangelicko-unijny, którego głową był każdorazowy władca pruski. Po upadku monarchii w 1918 przekształcił się on w Kościół Ewangelicki Starej Unii Pruskiej (Evangelische Kirche der Altpreußischen Union), a następnie po zakończeniu II wojny światowej, w 1947 w Kościół Ewangelicki Berlińsko-Brandenburski (Evangelische Kirche in Berlin-Brandenburg). W 2004 dołączyły do niego parafie z Kościoła Ewangelickiego śląskich Górnych Łużyc (Evangelische Kirche der schlesischen Oberlausitz), tworząc wspólny Kościół Ewangelicki Berlina, Brandenburgii i śląskich Górnych Łużyc (Evangelische Kirche in Berlin-Brandenburg-schlesische Oberlausitz).

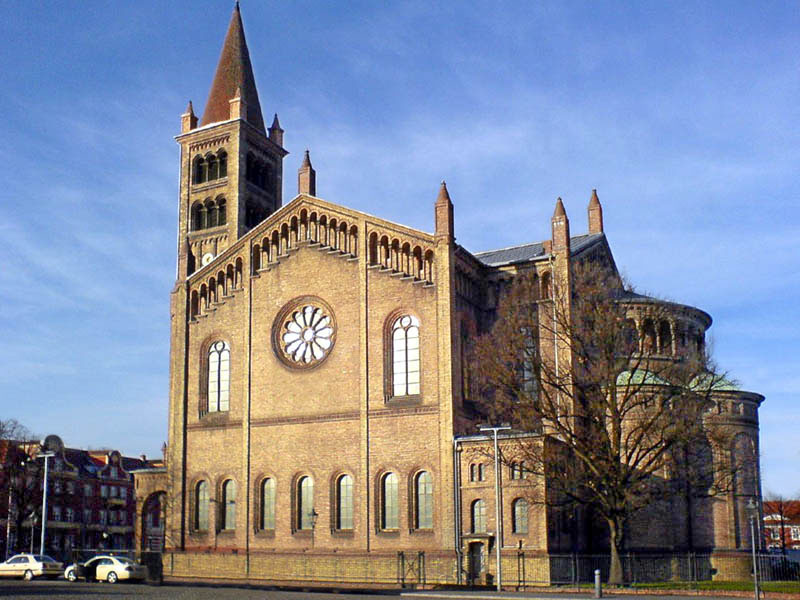
Kościół katolicki św. Piotra i Pawła w Poczdamie

W Poczdamie jako mieście garnizonowym od XVIII w. byli obecni katolicy. W 1868 powstał kościół św. Piotra i Pawła. W 1821 utworzono dla katolików w Brandenburgii Delegaturę książęco-biskupią Brandenburgii i Pomorza (Fürstbischöfliche Delegatur für Brandenburg und Pommern), którą w 1930 przekształcono w pełnoprawną diecezję berlińską, wchodzącą w skład metropolii wrocławskiej. Po II wojnie światowej została ona podporządkowana bezpośrednio Stolicy Apostolskiej. W 1994 po zjednoczeniu została wyniesiona do rangi metropolii, do której należą poczdamskie parafie katolickie.
Istnieje też kilka niezależnych kościołów, takich jak Ewangelicka Jednota Braterska, która posiada duszpasterstwo na terenie miasta. Obecnie Poczdam zamieszkuje ponad 30 tysięcy ewangelików, reprezentujących 20% ogólnej populacji. Spośród nich około 25 000 należy do 22 protestanckich wspólnot. 5000 mieszkańców należy do dwóch parafii katolickich działających na terenie miasta.

### Judaizm

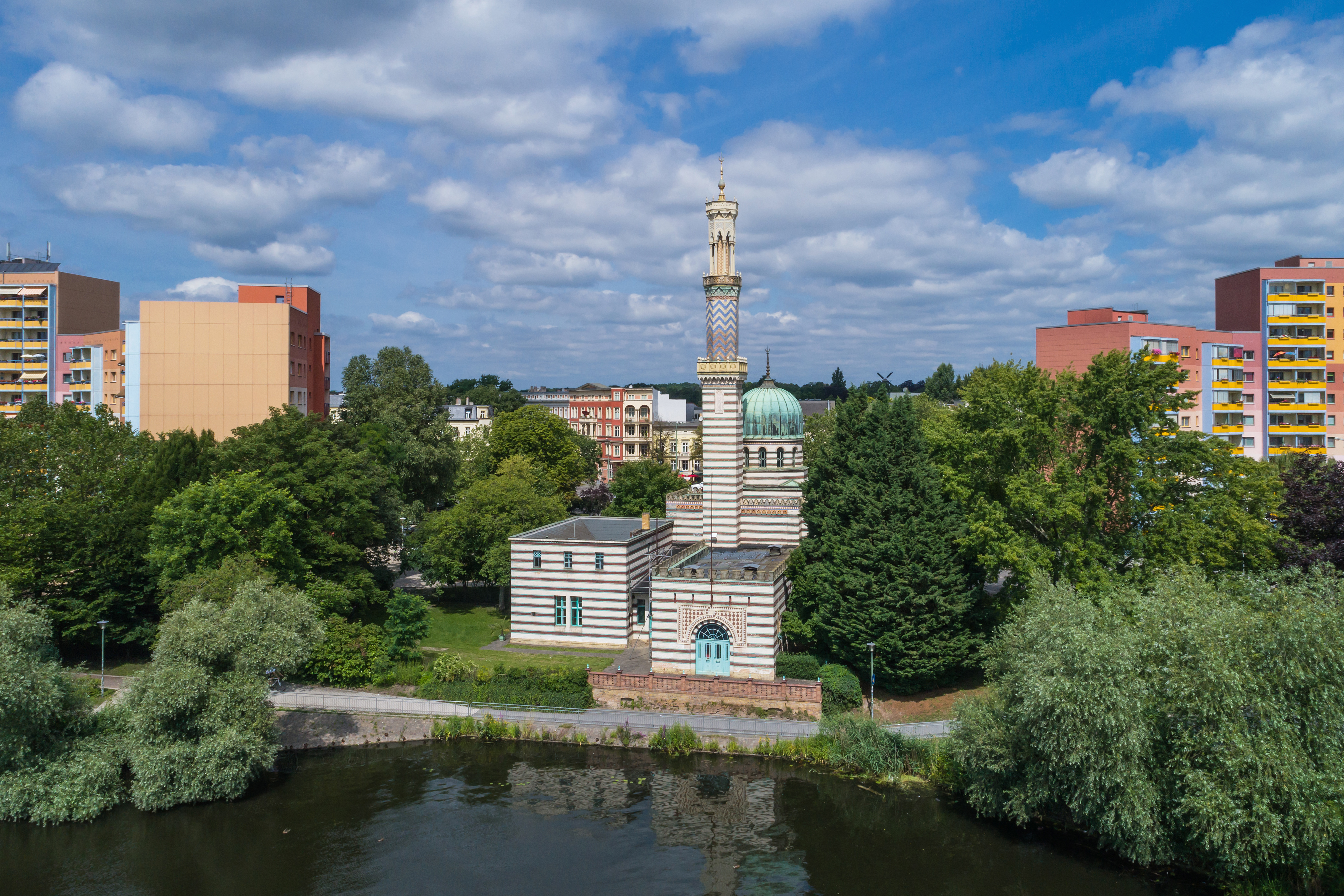
Meczet zbudowany w 1841 r. jest w rzeczywistości stacją pomp według projektu Ludwiga Persiusa

Na obszarze Poczdamu działają dwie gminy żydowskie. Jedna z nich podlega Centralnej Radzie Żydów w Niemczech, a druga nadzorowana jest przez rabina ruchu Chabad-Lubawicz i liczy ok. 350 członków. ponadto w Poczdamie mieści się jedyne w Niemczech seminarium dla rabinów. Stara Synagoga została splądrowana w 1938 podczas nocy kryształowej, jednak nie została zniszczona przez nazistów. W 1945 uległa destrukcji w wyniku nalotów alianckich. Od tego czasu pojawiają się głosy w sprawie budowy nowego miejsca modlitw. Jako miejsce jej lokalizacji od 2007 wymienia się działkę budowlaną przy Schloßstraße, w miejscu gdzie obecnie znajduje się biurowiec z czasów NRD.

### Inne wyznania
Obecnie prawie 80% mieszkańców miasta nie należy do żadnego związku wyznaniowego. Odsetek ten znacznie wzrósł w czasach NRD. Tak jak w większości miast na wschodzie Niemiec nie ma danych szacunkowych na temat liczby osób wyznających islam czy buddyzm. W Poczdamie powstał pierwszy meczet na terenie Prus, który został tu postawiony w pierwszej połowie XVIII w. z rozkazu króla Fryderyka II Wielkiego dla żołnierzy z jego gwardii pochodzenia tureckiego.

## Polityka

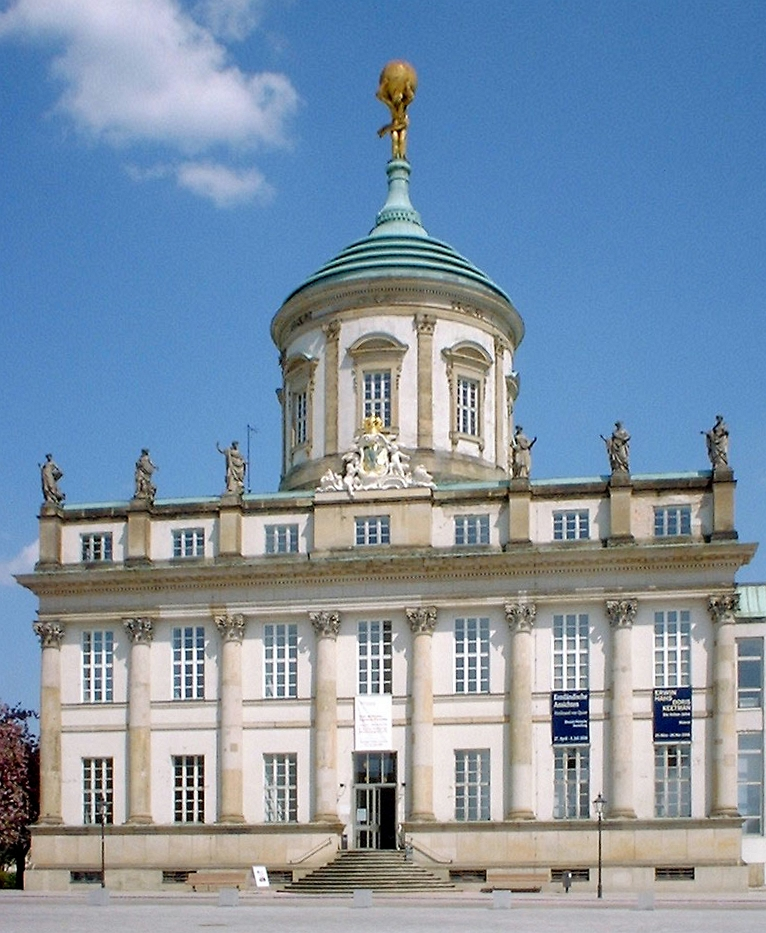
Stary Ratusz w centrum miasta

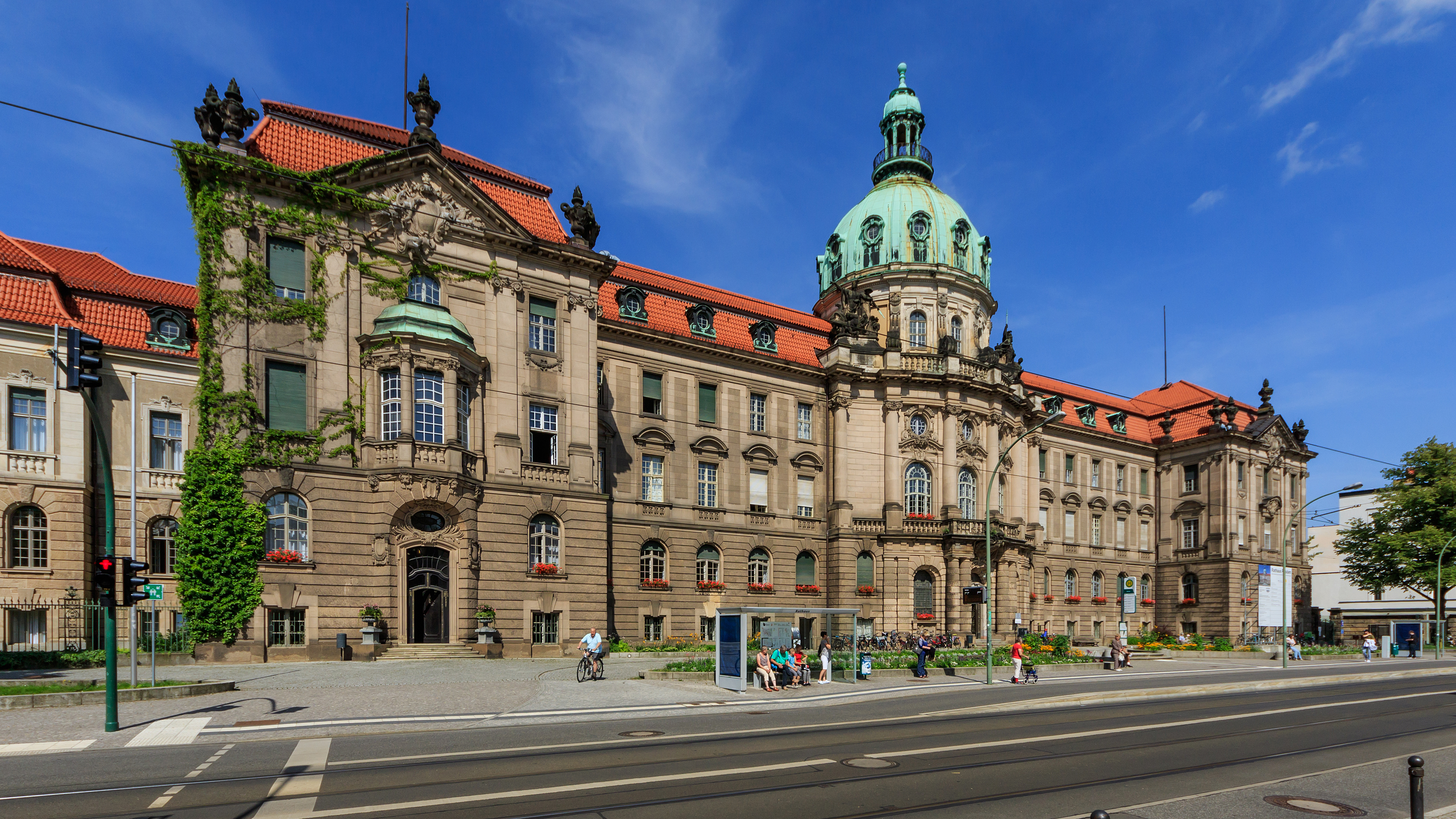
Stadthaus w Poczdamie – siedziba rady miejskiej

Na czele miasta od 1345 stał urzędnik zwany konsulem, a od 1450 burmistrzem. Rada miejska istnieje w mieście od 1465 r. W XVI i XVII w. liczyła ona pięciu rajców, w tym burmistrza. Silny wpływ na radę miejską miał zawsze władca pruski. Od 1722 w skład magistratu Starego i Nowego Miasta wchodził sędzia oraz dyrektor miasta jako jego zarządca. W 1809 Poczdam otrzymał status powiatu miejskiego, którego władzą ustawodawczą była wybieralna rada miejska na czele z nadburmistrzem. W czasach III Rzeszy wszyscy członkowie rady i magistratu wywodzili się z NSDAP. Po zakończeniu II wojny światowej w radzieckiej strefie okupacyjnej odtworzono radę miejską na czele której stał burmistrz. Członkami rady byli wyłącznie ludzie z listy Frontu Narodowego.
Po zjednoczeniu Niemiec w 1990 Rada Miasta ponownie wybierana jest w sposób demokratyczny w wyborach bezpośrednich, równych i tajnych. Istnieje pluralizm polityczny. Liczy 56 radnych. Jest ona głównym organem miasta i reprezentuje jego obywateli. Obecna Rada Miejska została wybrana we wrześniu 2008. Od 1990 mieszkańcy mają prawo bezpośredniego wyboru nadburmistrza.
W skład rady miejskiej wchodzą przedstawiciele następujących ugrupowań: Lewica – 17 radnych, SPD – 15, CDU – 7, Sojusz 90/Zieloni – 5, FDP – 3, FAMILIE – 2, BürgerBündnis e. V. – 2, Aktionsbündnis N/W – 1, DVU – 1, bezpartyjni – 3.
Ostatnie wybory nadburmistrza miały miejsce w 2002. Żaden z kandydatów nie mógł wygrać bezwzględną większością głosów. W związku z tym odbyła się II tura wyborów pomiędzy Jannem Jakobsem (SPD) a Hansem-Jürgenem Scharfenbergiem (PDS). Ostatecznie wybory wygrał niewielką większością głosów Jakobs. Władzę w mieście sprawuje koalicja SPD z CDU, Związkiem 90/Zielonymi i Aktionsbündnis N/W.
| Nadburmistrzowie (Oberbürgermeister) 1809–1945 | Nadburmistrzowie (Oberbürgermeister) od 1945 roku | Przewodniczący Rady Miasta (Vorsitzender der Stadtverordnetenversammlung) |
| ---------------------------------------------- | ------------------------------------------------- | ------------------------------------------------------------------------- |
| 1809–1821 Jakob Brunner                        | 1945: dr Friedrich Bestehorn                      | 1990–1993: dr Helmut Przybilski (SPD)                                     |
| 1821–1844: Wilhelm St. Paul                    | 1945: Heinz Zahn                                  | 1994–2008: Birgit Müller (Die Linke)                                      |
| 1844–1848: Wilhelm Krüger                      | 1945–1950: Walter Paul                            | od 2008: Peter Schüler (Sojusz 90/Zieloni)                                |
| 1848–1851: B. Gobbin                           | 1951–1957: Kurt Promitz                           |                                                                           |
| 1851–1878: Alexander Beyer                     | 1957–1961: Wilhelm Rescher                        |                                                                           |
| 1878–1897: Reinhold Boie                       | SED)                                              |                                                                           |
| 1897–1905: Richard Jaehne                      | 1984–1989: Wilfried Seidel                        |                                                                           |
| 1906–1923: Kurt Vosberg                        | 1989–1990: Manfred Bille                          |                                                                           |
| 1924–1934: dr Arno Rauscher                    | 1990–1998: dr Horst Gramlich (SPD)                |                                                                           |
| 1934–1945: Hans Friedrichs (NSDAP)             | 1998–2002: Matthias Platzeck (SPD)                |                                                                           |
|                                                | od 2002: Jann Jakobs (SPD)                        |                                                                           |

W Poczdamie swoją siedzibę ma rząd kraju związkowego Brandenburgia w dzielnicy Babelsberg oraz Landtag Brandenburgii (parlament krajowy).

## Zabytki

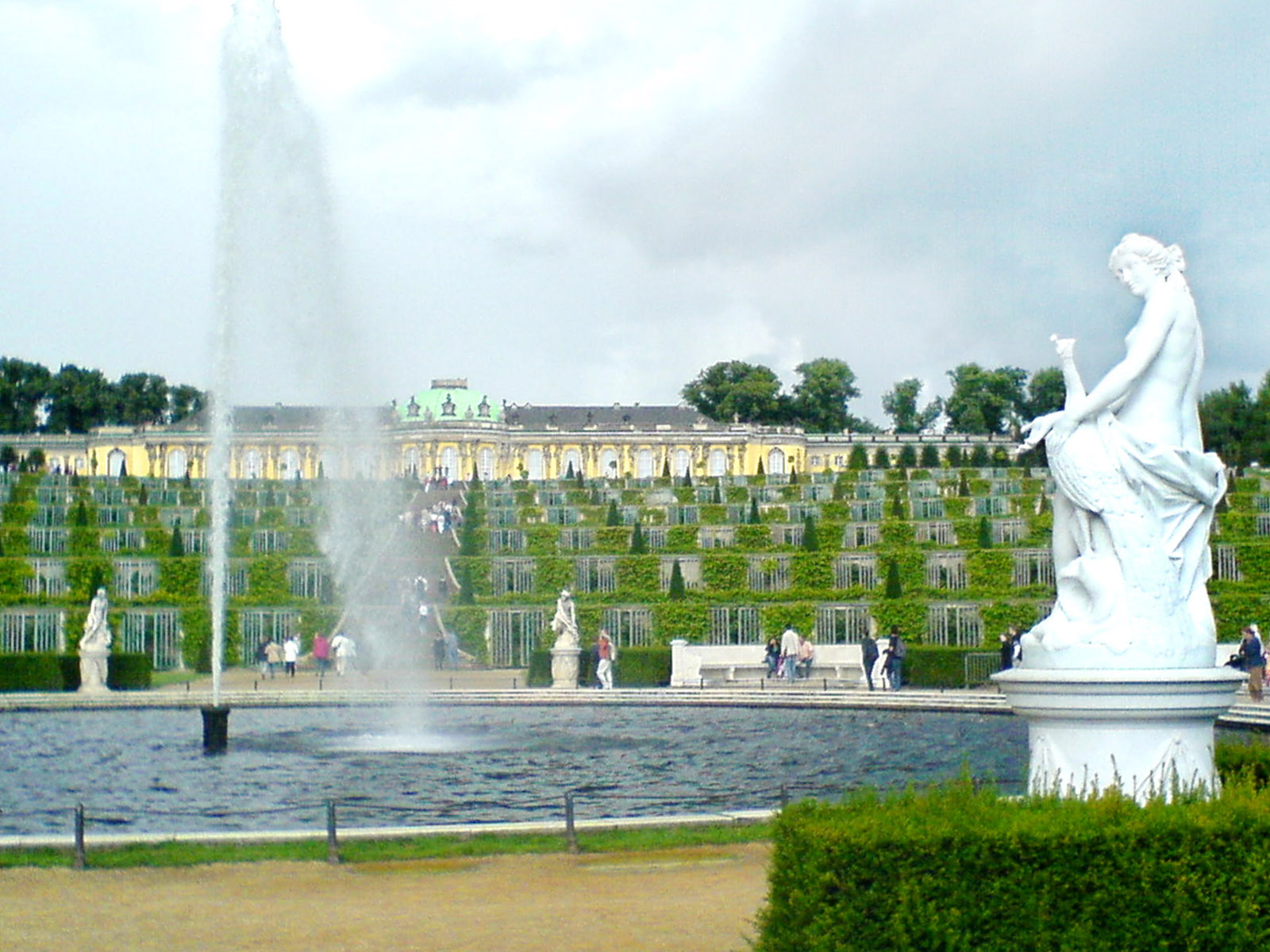
Sanssouci

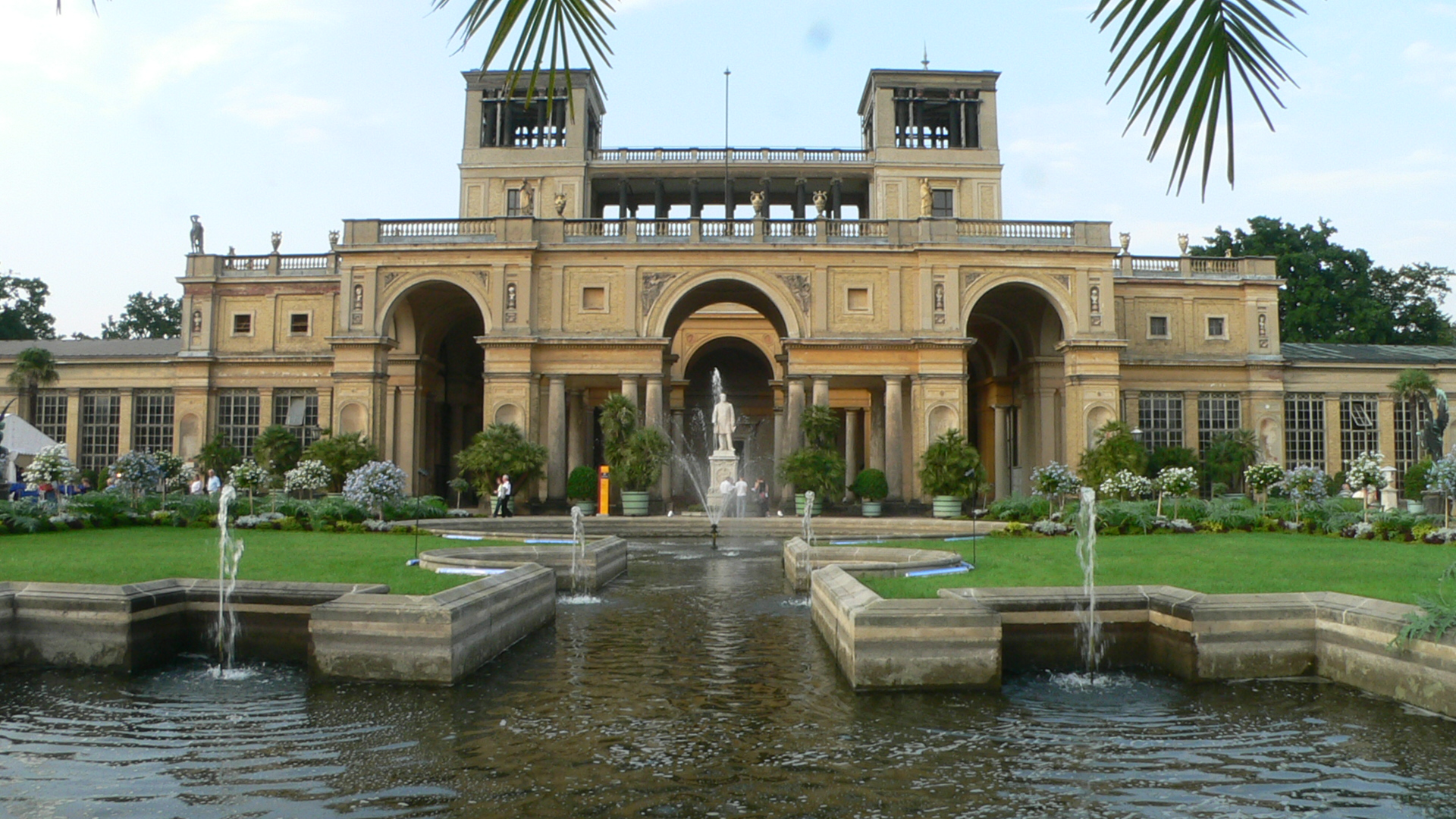
Nowa Oranżeria

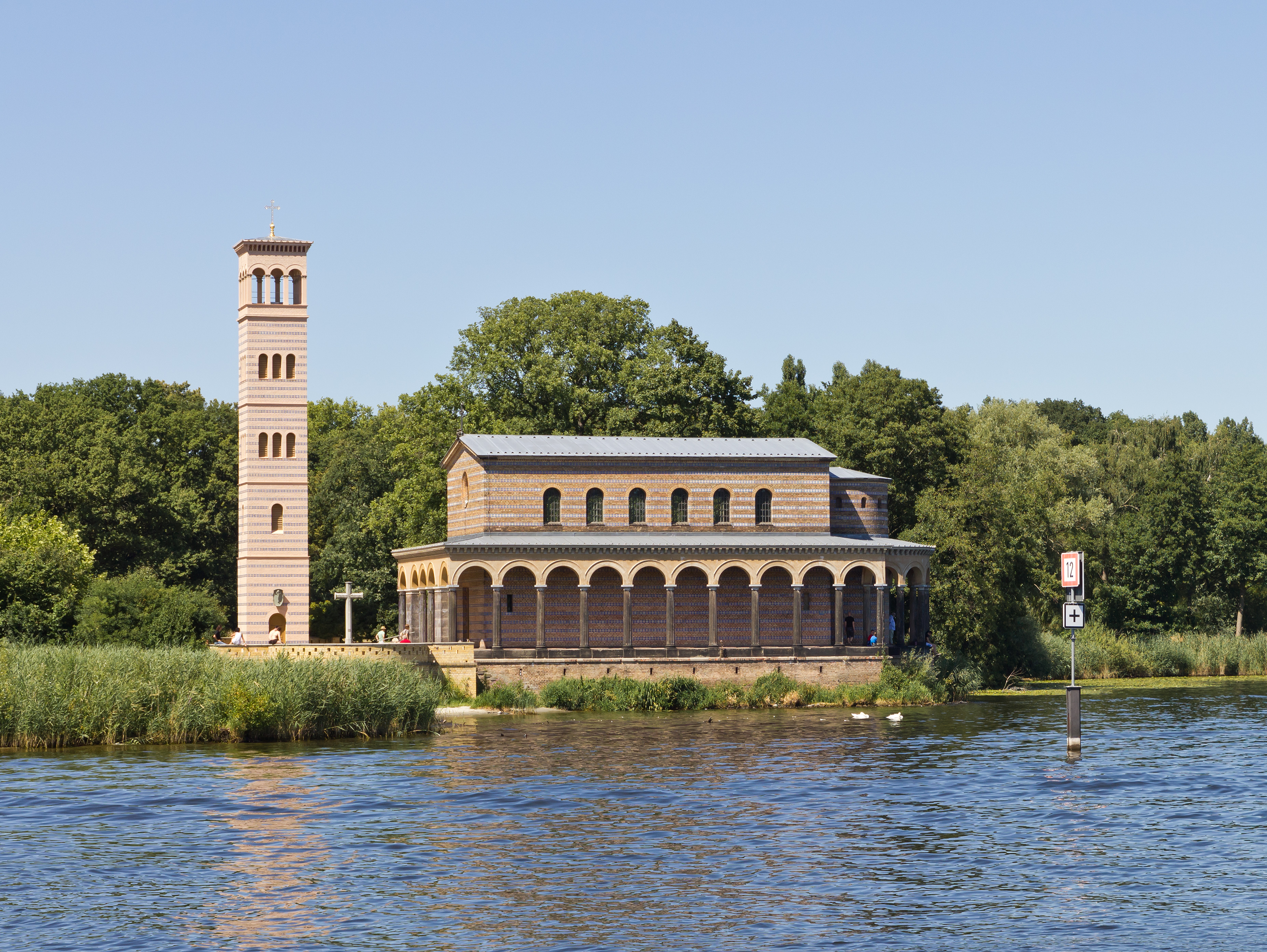
kościół Zbawiciela w Poczdamie-Sacrowie

- Pałace i zespoły parkowe Poczdamu zostały wpisane wraz z innymi obiektami wzniesionymi w Berlinie pomiędzy 1730 a 1916 na zlecenie władców Prus i Brandenburgii na listę światowego dziedzictwa UNESCO (wpis obejmuje około 500 hektarów i 150 budynków)[25]:
  - Kompleks pałacowo-parkowy Sanssouci z pałacem Sanssouci i otaczającym parkiem, na terenie którego znajdują się:
    - Antikentempel
    - Belweder na wzgórzu Klausberg
    - Galeria Malarstwa
    - Grota Neptuna
    - Kościół Pokoju
    - Łaźnie rzymskie
    - Nowa Oranżeria
    - Nowy Pałac
    - Pałac Charlottenhof
    - Pałac Neue Kammern
    - Pawilon chiński
    - Pawilon Smoków
    - Ruinenberg
    - Stacja pomp w stylu tureckiego meczetu z kominem w formie minaretu
    - Świątynia Przyjaźni

  - Kompleks Babelsberg z zamkiem Babelsberg
  - Pałac Sacrow z parkiem i kościołem Zbawiciela
  - Kompleks Nowy Ogród
    - Meierei im Neuen Garten
    - Pałac Cecilienhof
    - Pałac Marmurowy

  - Belweder na wzgórzu Pfingstberg
  - Pałac Lindstedt
  - Świątynia Pomony
  - osiedle Alexandrowka
- Kościół św. Piotra i Pawła
- Brama Brandenburska
- Dzielnica Holenderska
- Domy szwajcarskie w dzielnicy Klein Glienicke[26]

## Gospodarka

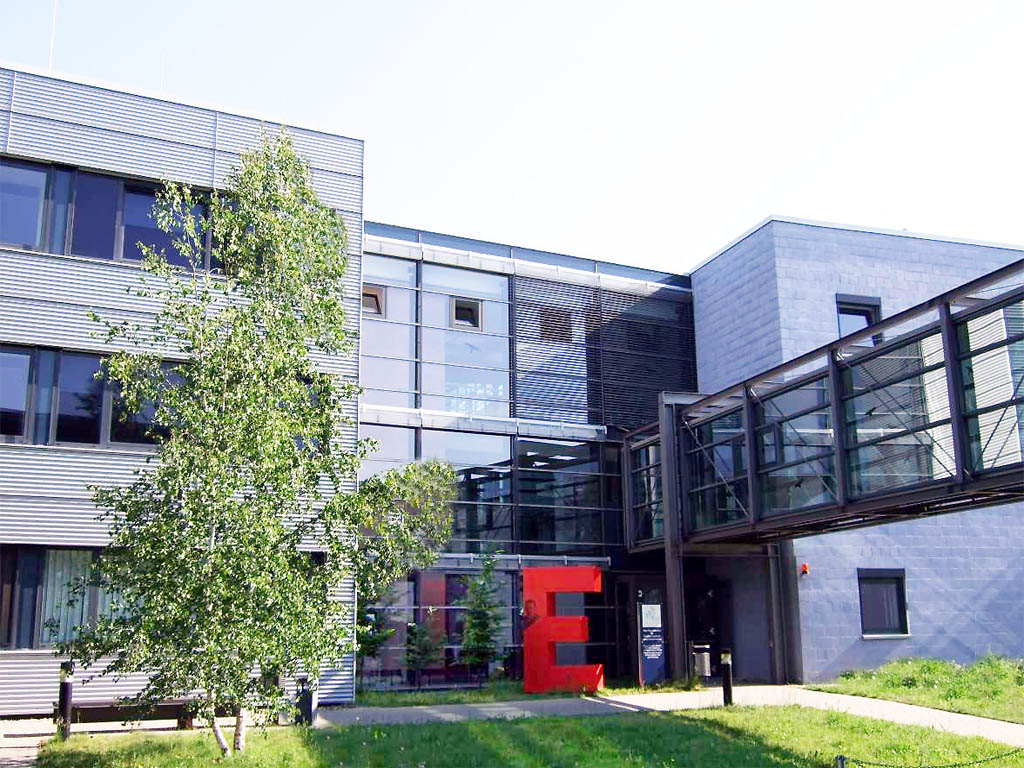
Poczdamski Park Technologiczny w Golm

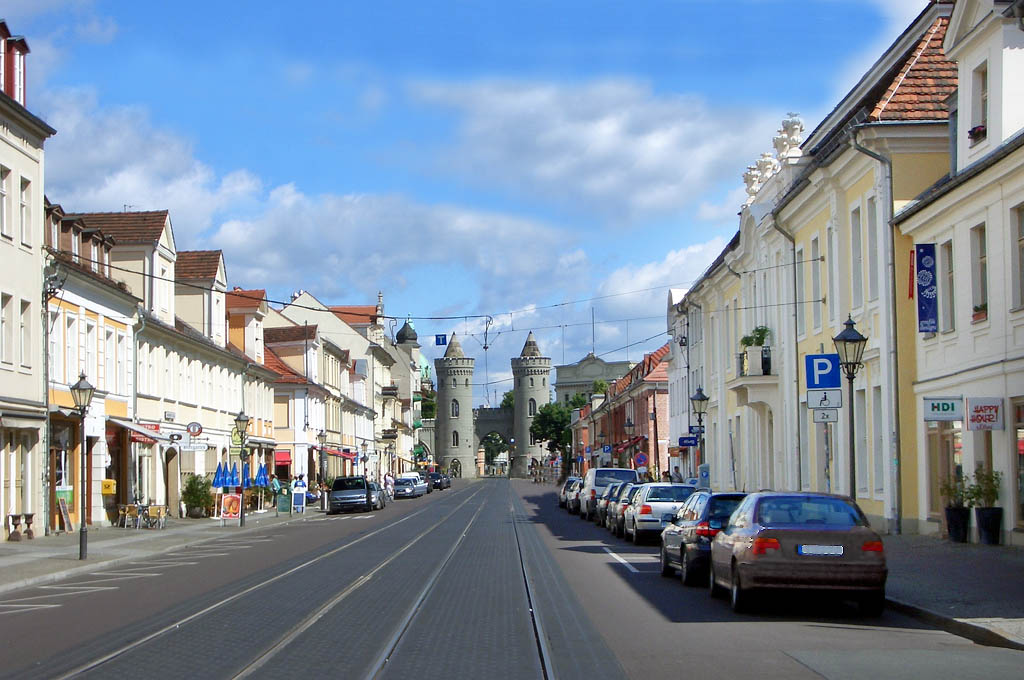
Zabytkowe centrum Poczdamu, w tle Brama Naueńska

Gospodarka Poczdamu rozwija się obecnie prężnie. Stopa bezrobocia jest niższa niż średnia dla nowych krajów związkowych z byłej NRD i wynosi obecnie około 5%. Średni dochód na mieszkańca jest jednym z najwyższych wśród wszystkich dużych miast we wschodniej części Niemiec, tuż za Jeną i Dreznem. Podatki od dochodów w 2005 wynosiły ponad 44 mln euro, co stawia je na poziomie porównywalnym z Heidelbergiem. Zadłużenie publiczne wynosi 260 € na osobę i należy do najniższych w Niemczech.
Na tak korzystny obraz gospodarki miasta złożyło się kilka czynników. Gospodarka centralnie planowana za czasów NRD na obszarze miasta była nastawiona przede wszystkim na rozwój usług i administracji, a w dużo mniejszym stopniu na przemysł i produkcję. Spowodowało to po zjednoczeniu Niemiec znacznie łagodniejsze przejście do gospodarki wolnorynkowej w odróżnieniu do wielu innych miast byłej NRD. Transformację gospodarczą ułatwiło także istnienie w Poczdamie kilku ośrodków badawczych, które dawały obywatelom wyższy stopień wykształcenia oraz dostosowywały się do potrzeb zmieniającej się gospodarki rynkowej. Nie bez znaczenia było też korzystne położenie miasta, na granicy z Berlinem i co za tym idzie w pobliżu autostrad i lotniska.
W Poczdamie działa około 6000 firm, należących do małych i średnich przedsiębiorstw. W mieście znajduje się kilka instytutów badawczych należących do czołówki niemieckich ośrodków biotechnologicznych, z którym związana jest działalność 160 przedsiębiorstw i 3200 bezpośrednich pracowników. Z przemysłem tym związane jest 12 000 osób pracujących w regionie.
Wśród większych inwestorów prywatnych przybyłych w ciągu ostatnich lat należą między innymi: Oracle Corporation, która przeniosła 2001 tutaj swoją siedzibę. Obok niej w Poczdamie jedną ze swoich central ma Volkswagen AG. Również konsorcjum Toll Collect przeniosło swoją siedzibę do Berlina i Poczdamu. Największym prywatnym inwestorem jest Hasso Plattner, który zainwestował ponad 200 milionów euro w centrum zaawansowanych technologii.

## Transport

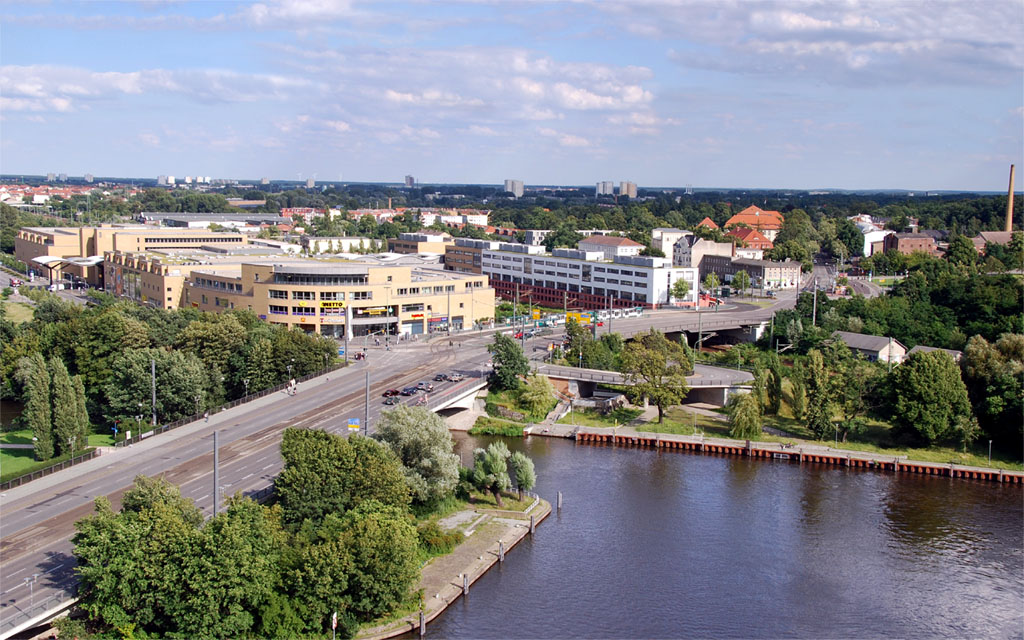
Widok na główny dworzec kolejowy Potsdam Hauptbahnhof

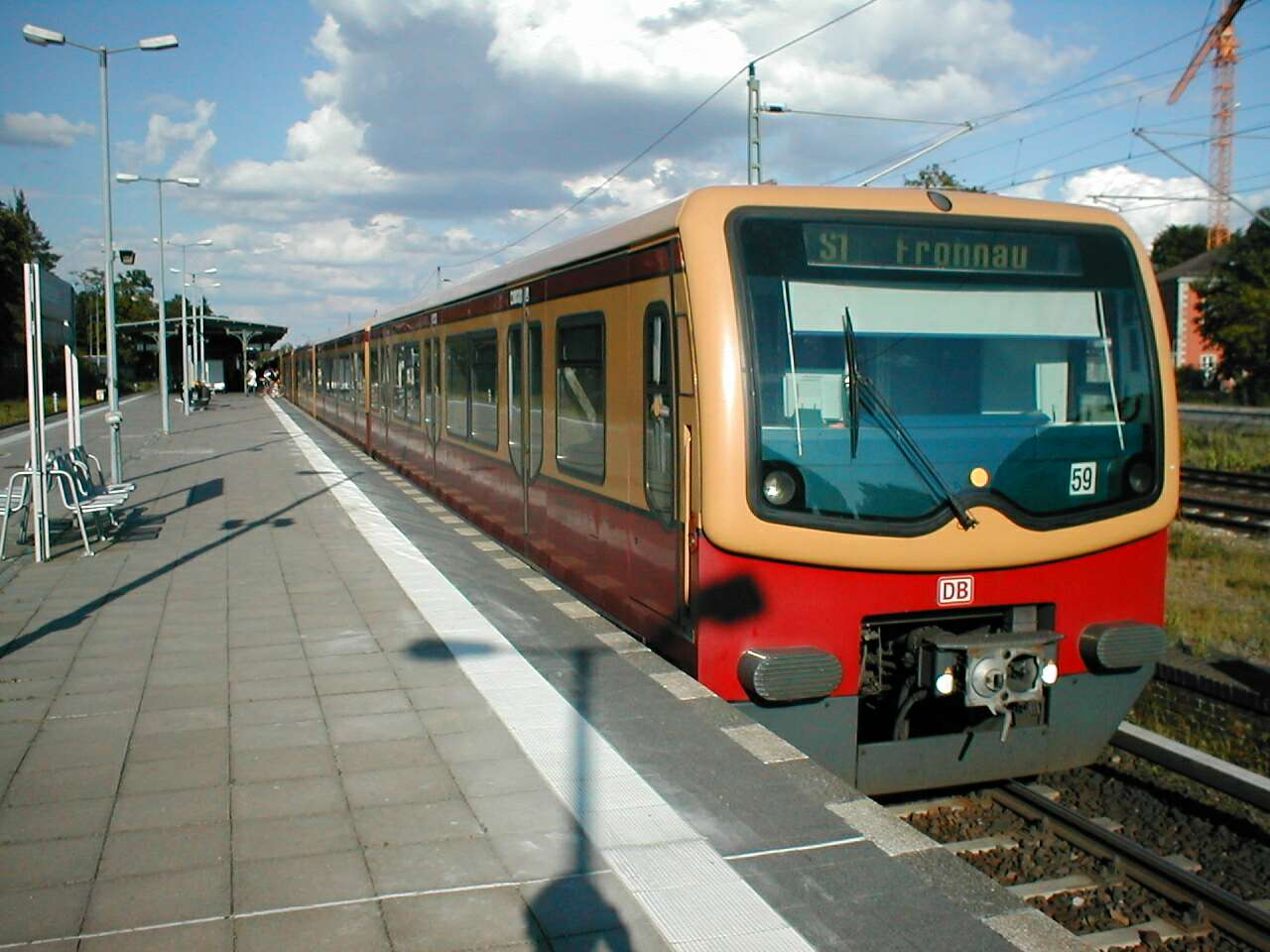
S-Bahn linii 7 łączy Berlin z Poczdamem

### Transport drogowy
Poczdam jest podłączony do sieci autostrad. Miasto jest otoczone od zachodu i południa przez tzw. Berliner Ring (autostradową obwodnicę Berlina) – A10. Przez wschodnią granicę miasta przebiega autostrada A115, która jest znana Berlinie pod nazwą AVUS. Przez miasto przebiega także kilka ważnych dróg krajowych: B1, B2 i B273. Ważnym połączeniem drogowym jest ponadto droga ekspresowa L40 przebiegająca w stronę lotniska Berlin-Brandenburgia (dawniej Berlin-Schönefeld) oraz południowo-wschodnich dzielnic Berlina.
Poczdam leży na trasie niemiecko-holenderskiej wakacyjnej Oranier Route.

### Publiczny transport zbiorowy
Poczdam posiada rozbudowaną komunikację miejską w skład której wchodzą linie: autobusowe, tramwajowe i berlińska S-Bahn. Pierwsze dwie są zarządzane przez miejską spółkę Potsdam GmbH, która prowadzi również 200 regionalnych linii autobusowych w Poczdamie i w powiecie Potsdam-Mittelmark oraz powiecie Havelland. We wszystkich środkach komunikacji obowiązuje jedna stawka przewozowa ustalana centralnie przez Zarząd Transportu Miejskiego w Berlinie i Brandenburgii (VBB).

### Transport kolejowy
Przez miasto przebiega kilka linii kolejowych w kierunkach: Berlina, lotniska Berlin-Brandenburgia, Jüterbogu, Dessau, Brandenburgu, Hennigsdorfu i Senftenbergu. Trasa Berlin – Poczdam była pierwszą linią kolejową na terenie Prus. W 1845 r. otwarto linię kolejową na odcinku Berlin – Poczdam – Magdeburg. Poczdam nie stanowi osobnego węzła kolejowego, wchodząc w skład Berlińskiego Pierścienia Zewnętrznego (Berliner Außenring). Do najważniejszych stacji kolejowych należą: Dworzec Główny (Potsdam Hauptbahnhof), Potsdam-Charlottenhof, Potsdam-Griebnitzsee oraz Potsdam-Medienstadt Babelsberg.

### Transport wodny

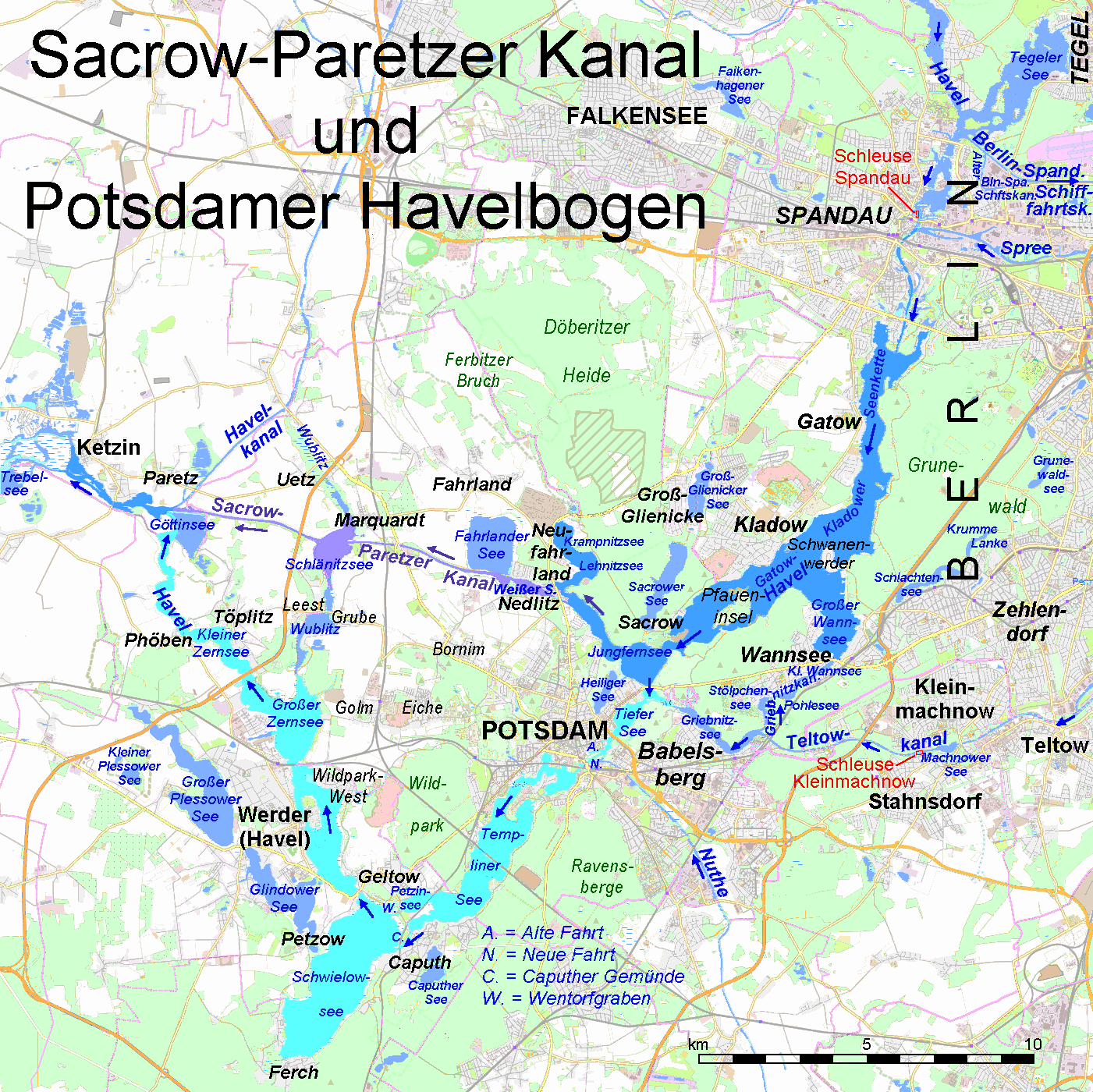
Rzeki i kanały w Poczdamie

Transport wodny, z uwagi na dużą liczbę kanałów oraz jeziora (Tiefer See, Templiner See, Schwielowse, Großer Zernsee, Schlänitzsee) odchodzących od drogi wodnej Hawela – Łaba, jest ożywiony, zarówno towarowy, jak i statków wycieczkowych oraz jachtów turystycznych. W mieście znajduje się port rzeczny, przystanie żeglugi turystycznej oraz szereg marin.

### Transport lotniczy
Bliskość Berlina zapewnia dosyć dobre połączenie z lotniskiem Berlin-Brandenburgia które jest oddalone o około 40 km.

## Problemy lokalne

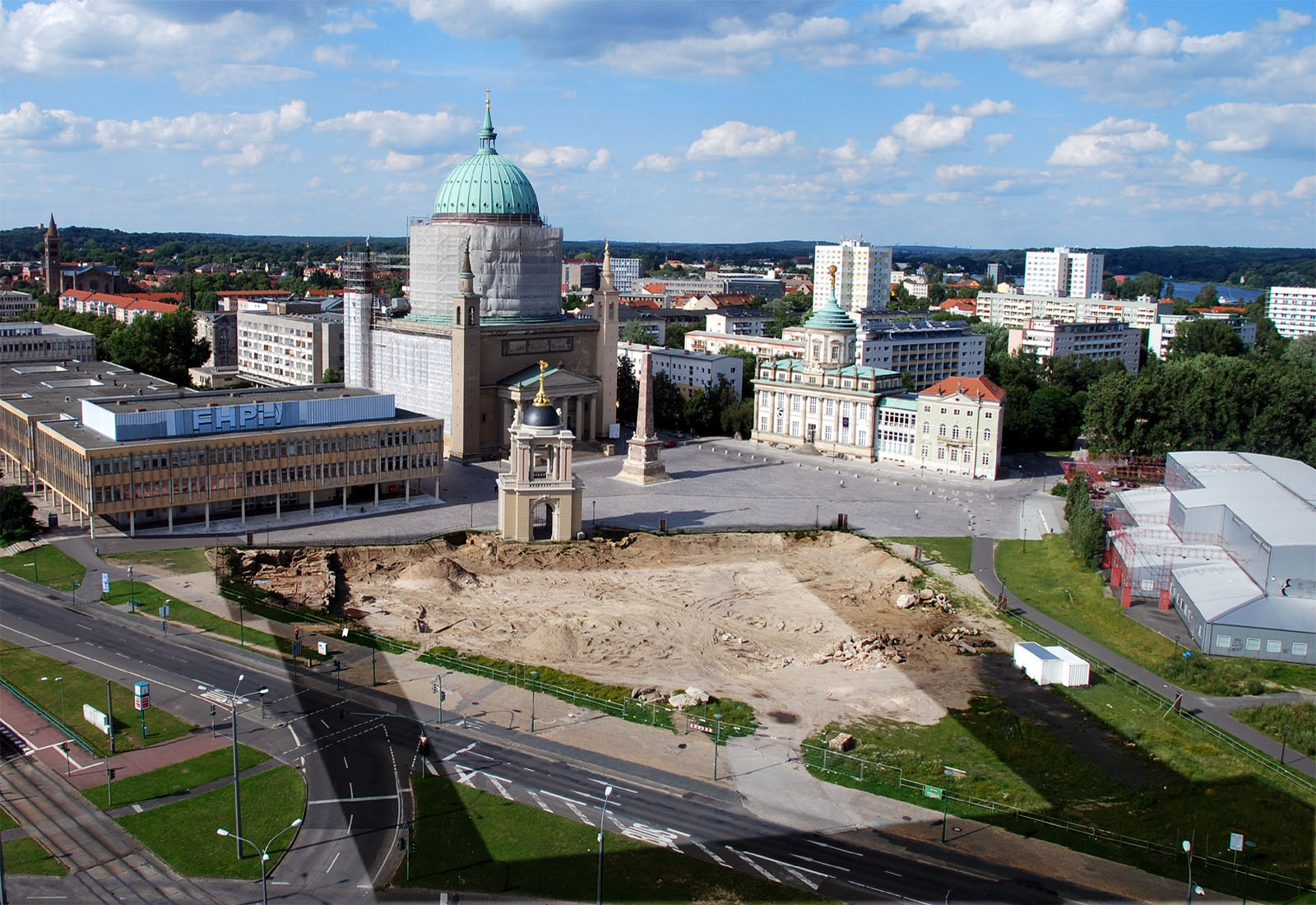
Widok na prace archeologiczne na miejscu odbudowy Pałacu Miejskiego

Przedmiotem długoletnich dyskusji i sporów jest kwestia rewitalizacji zabytkowego centrum miasta, a w szczególności odbudowy zniszczonych podczas II wojny światowej zabytków. Po 1990 r. zrealizowano na obszarze Poczdamu kilka dużych projektów budowlanych, w tym wybudowano nowy dworzec kolejowy z galerią handlową, jednak były to bardzo kontrowersyjne budowle ze względu na ich lokalizację oraz architekturę.
Spory wzbudzały kwestia odbudowy Pałacu Miejskiego na Starym Rynku, którą zaakceptował w 2005 r. rząd Brandenburgii, z przeznaczeniem obiektu na siedzibę parlamentu krajowego (landtagu). W 2013 r. Landtag przeniósł się z budynku na górze Brauhausberg do odbudowanego zamku.
Kolejne kontrowersyjne wzbudza rekonstrukcja Kościoła Garnizonowego, w którym ma zostać stworzone w przyszłości centrum pojednania, które mieścić się będzie w większości w oryginalnej fasadzie budowli.

## Sport
- 1. FFC Turbine Potsdam – klub piłkarski kobiet
- SC Potsdam – klub piłka siatkowej kobiet
- SV Babelsberg 03 – klub piłkarski mężczyzn

## Miasta partnerskie
| Miasto           | Kraj              | Data podpisania umowy |
| ---------------- | ----------------- | --------------------- |
| Opole            | Polska            | 1973                  |
| Bobigny          | Francja           | 1974                  |
| Jyväskylä        | Finlandia         | 1985                  |
| Bonn             | Niemcy            | 1988                  |
| Perugia          | Włochy            | 1990                  |
| Sioux Falls      | Stany Zjednoczone | 1990                  |
| Luzern (Lucerna) | Szwajcaria        | 2002                  |